# 霍華德鎮區 (印地安納州霍華德縣)
霍華德鎮區（英語：Howard Township）是位於美國印地安納州霍華德縣的一個行政鎮區。

## 地方資料
根據2010年美國人口普查的數據，霍華德鎮區的面積為77.80平方千米，當中陸地面積為76.80平方千米，而水域面積為1.00平方千米。當地共有人口2579人，而人口密度為每平方千米33.15人。